# Reemplazo de rodilla
El reemplazo de rodilla, también conocido como artroplastia de rodilla, es un procedimiento quirúrgico para reemplazar las superficies de soporte de peso de la articulación de la rodilla para aliviar el dolor y la discapacidad. Se realiza con mayor frecuencia para la osteoartritis, y también para otras enfermedades de la rodilla como la artritis reumatoide y la artritis psoriásica. En pacientes con deformidad grave por artritis reumatoide avanzada, traumatismo u osteoartritis de larga duración, la cirugía puede ser más complicada y conllevar un mayor riesgo. La osteoporosis no suele causar dolor, deformidad o inflamación en la rodilla y no es una razón para realizar un reemplazo de rodilla.
Otras causas importantes de dolor debilitante incluyen desgarros de menisco, defectos de cartílago y desgarros de ligamentos. El dolor debilitante de la osteoartritis es mucho más común en los ancianos.
La cirugía de reemplazo de rodilla se puede realizar como reemplazo de rodilla parcial o total. En general, la cirugía consiste en reemplazar las superficies articulares enfermas o dañadas de la rodilla con componentes de metal y plástico moldeados para permitir el movimiento continuo de la rodilla.
La operación generalmente implica un dolor posoperatorio considerable e incluye una rehabilitación física vigorosa. El período de recuperación puede ser de 12 semanas o más y puede implicar el uso de ayudas para la movilidad (por ejemplo, andadores, bastones, muletas) para permitir que el paciente vuelva a la movilidad preoperatoria. Se estima que aproximadamente el 82% del total de reemplazos de rodilla durarán 25 años.

## Usos médicos

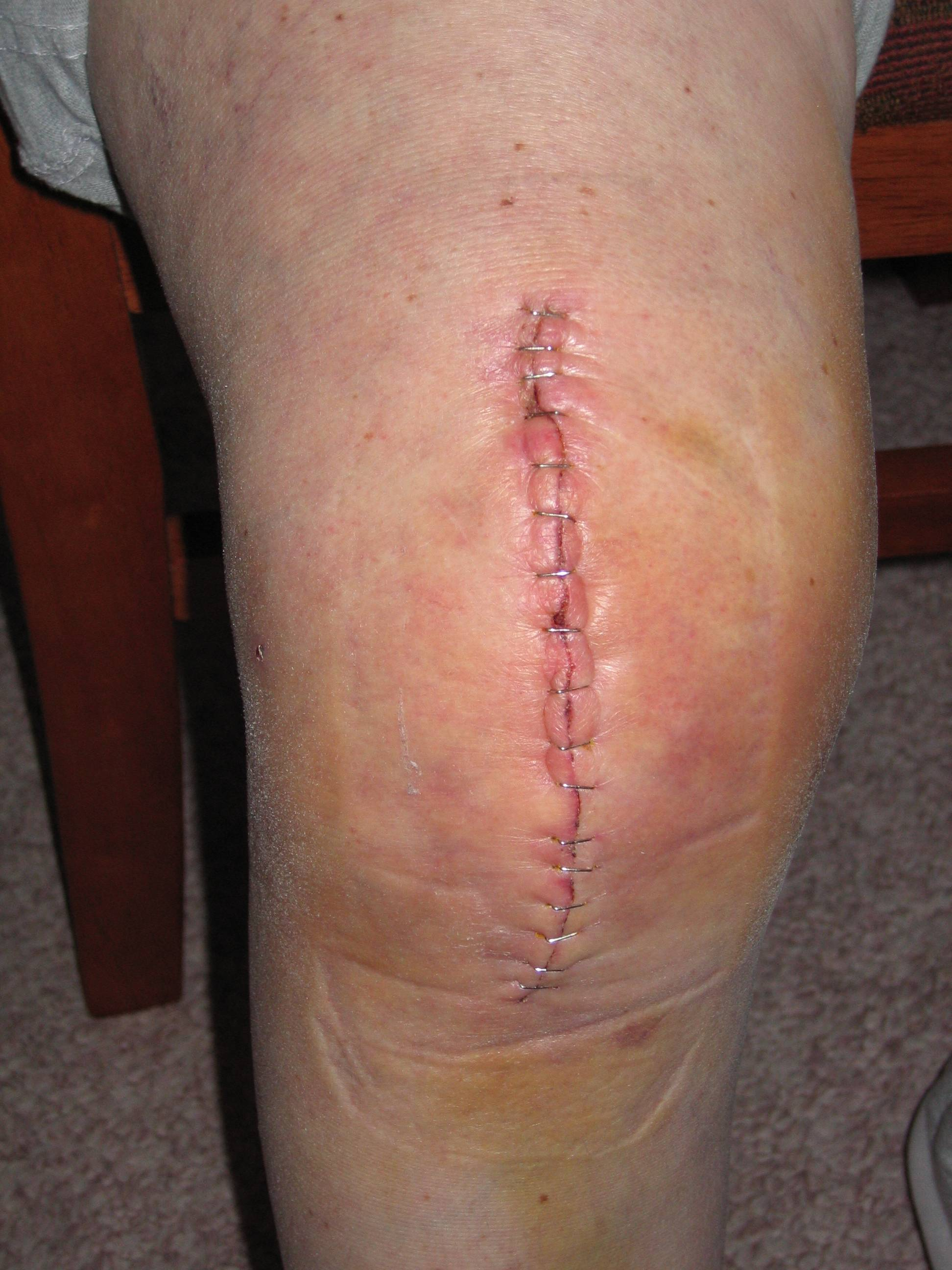
La incisión para la cirugía de reemplazo de rodilla

La cirugía de reemplazo de rodilla se realiza con mayor frecuencia en personas con osteoartritis avanzada y debe considerarse cuando se han agotado los tratamientos conservadores. El reemplazo total de rodilla también es una opción para corregir un traumatismo importante de la articulación de la rodilla o del hueso en pacientes jóvenes. De manera similar, se puede realizar una artroplastia total de rodilla para corregir una deformidad leve en valgo o varo. Las deformidades graves en valgo o varo deben corregirse mediante osteotomía. Se ha demostrado que la fisioterapia mejora la función y puede retrasar o prevenir la necesidad de un reemplazo de rodilla. El dolor a menudo se nota al realizar actividades físicas que requieren un amplio rango de movimiento en la articulación de la rodilla.

## Preparación preoperatoria
|  | Ángulos comúnmente medidos antes de la cirugía de reemplazo de rodilla: - Ángulo cadera-rodilla-eje (CRE) - Ángulo cadera-rodilla-tobillo (CRT) |

Para indicar el reemplazo de rodilla en caso de osteoartritis, su clasificación radiográfica y la gravedad de los síntomas deben ser sustanciales. Dicha radiografía debe consistir en radiografías en carga de ambas rodillas: AP, lateral y 30 grados de flexión. Es posible que las proyecciones AP y lateral no muestren un estrechamiento del espacio articular, pero la vista en flexión de 30 grados es más sensible al estrechamiento. También se utilizan proyecciones de longitud completa para ajustar la prótesis para proporcionar un ángulo neutro para la extremidad inferior distal. Dos ángulos utilizados para este propósito son:
- Ángulo cadera-rodilla-eje (CRE),[8] un ángulo formado entre una línea que pasa por el eje longitudinal de la diáfisis femoral y su eje mecánico, que es una línea desde el centro de la cabeza femoral hasta la muesca intercondilar de la diáfisis femoral. fémur.[10]
- Ángulo cadera-rodilla-tobillo (CRT),[9] que es un ángulo entre el eje mecánico femoral y el centro de la articulación del tobillo.[10] Normalmente se encuentra entre 1.0° y 1.5° de varo en adultos.[11]

El paciente debe realizar ejercicios de rango de movimiento y fortalecimiento de la cadera, la rodilla y el tobillo como se le indique a diario. Antes de realizar la cirugía, se realizan pruebas preoperatorias: generalmente un hemograma completo, electrolitos, TTPA y TP para medir la coagulación sanguínea, radiografías de tórax, ECG y pruebas cruzadas de sangre para una posible transfusión. Aproximadamente un mes antes de la cirugía, al paciente se le puede recetar hierro suplementario para aumentar la hemoglobina en su sistema sanguíneo. Se necesitan radiografías precisas de la rodilla afectada para medir el tamaño de los componentes que se necesitarán. Los medicamentos como warfarina y aspirina se suspenderán algunos días antes de la cirugía para reducir la cantidad de sangrado. Los pacientes pueden ser admitidos el día de la cirugía si el estudio preoperatorio se realiza en la clínica preanestésica o pueden ingresar al hospital uno o más días antes de la cirugía. Actualmente, no hay pruebas de calidad suficientes para respaldar el uso de fisioterapia preoperatoria en adultos mayores que se someten a una artroplastia total de rodilla.
La educación preoperatoria es actualmente una parte importante de la atención al paciente. Existe alguna evidencia de que puede reducir levemente la ansiedad antes de la cirugía de reemplazo de rodilla, con un riesgo bajo de efectos perjudiciales.
La cirugía para bajar de peso antes de un reemplazo de rodilla no parece cambiar los resultados.

## Técnica
La cirugía implica la exposición de la parte frontal de la rodilla, con desprendimiento de parte del músculo cuádriceps (vasto interno) de la rótula. La rótula se desplaza hacia un lado de la articulación, lo que permite la exposición del extremo distal del fémur y el extremo proximal de la tibia. Luego, los extremos de estos huesos se cortan con precisión para darles forma utilizando guías de corte orientadas al eje largo de los huesos. Se eliminan los cartílagos y el ligamento cruzado anterior; el ligamento cruzado posterior también se puede extirpar, pero se conservan los ligamentos colaterales tibial y peroneo. La extracción o conservación del ligamento cruzado posterior depende del tipo de implante utilizado, aunque no parece haber una diferencia clara en la función de la rodilla o en el rango de movimiento que favorezca cualquiera de los enfoques. Luego, los componentes metálicos se impactan en el hueso o se fijan con cemento de polimetilmetacrilato (PMMA). Existen técnicas alternativas que fijan el implante sin cemento. Estas técnicas sin cemento pueden implicar osteointegración, incluidas prótesis metálicas porosas. Por último, se comprueba la estabilidad y la amplitud de movimiento, seguidas de la irrigación, la hemostasia, la colocación de hemovacs y el cierre.

### Reemplazo femoral
Se utiliza un implante de extremo redondo para el fémur, imitando la forma natural de la articulación. En la tibia, el componente es plano, aunque a veces tiene un vástago que desciende por el interior del hueso para una mayor estabilidad. A continuación, se inserta una superficie de polietileno de alta densidad aplanada o ligeramente abombada sobre el componente tibial para que el peso se transfiera de metal a plástico, no de metal a metal. Durante la operación se deben corregir las deformidades y equilibrar los ligamentos para que la rodilla tenga un buen rango de movimiento y esté estable y alineada. En algunos casos, la superficie articular de la rótula también se retira y se reemplaza por un botón de polietileno cementado a la superficie posterior de la rótula. En otros casos, la rótula se reemplaza inalterada.

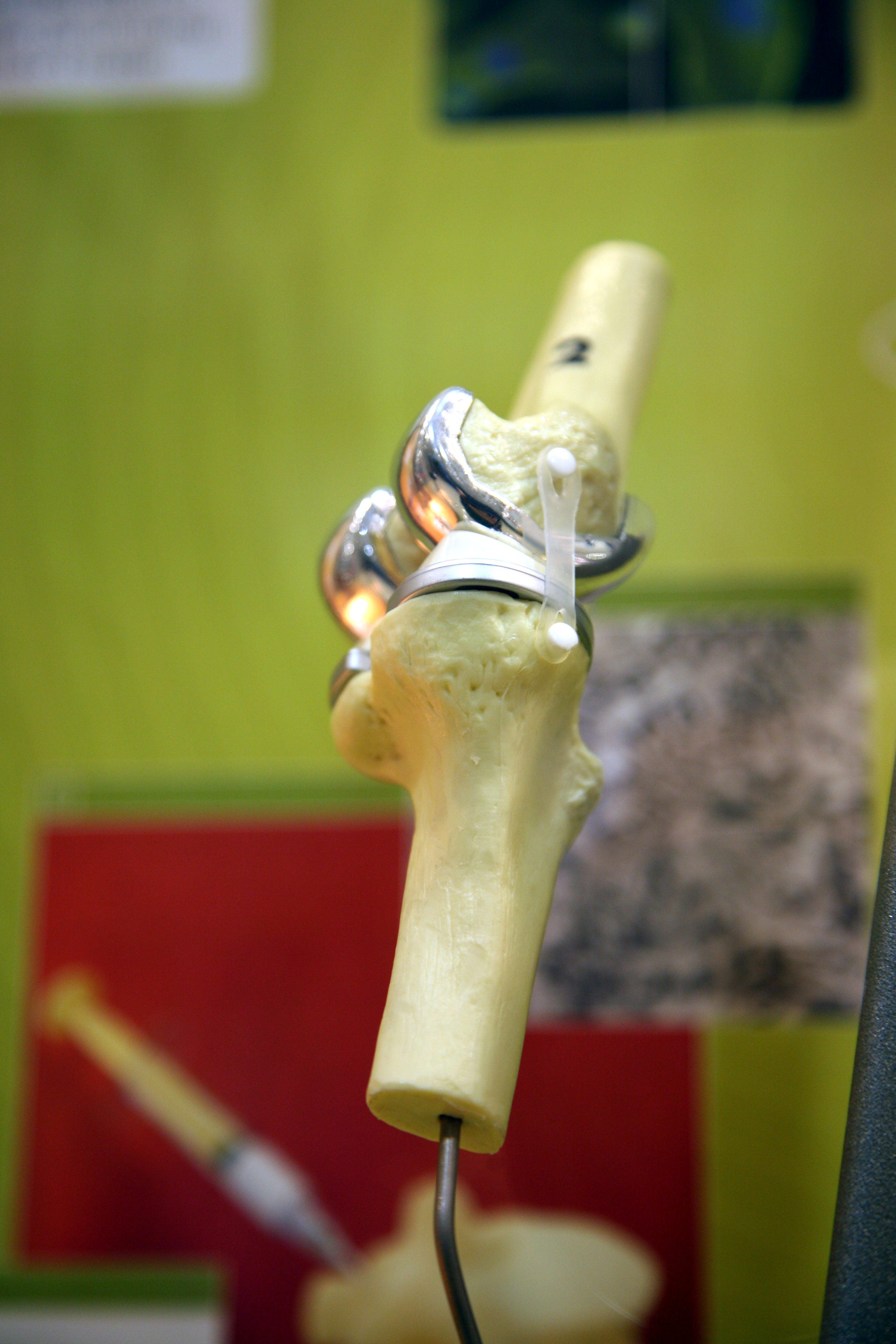
Modelo de artroplastia total de rodilla

### Tecnología
En los últimos años, ha aumentado la asistencia tecnológica con la implantación de artroplastias totales de rodilla. Tradicionalmente, los reemplazos de rodilla se realizaban utilizando plantillas mecánicas, no muy diferentes a las que se usan en carpintería. Estas plantillas mecánicas se basan en la visión y el juicio humano. Con ayuda de la computadora para proporcionar navegación, los reemplazos de rodilla con navegación brindan asistencia en la colocación más precisa de los reemplazos de rodilla implantados según el eje mecánico. Si bien estos implantes se colocan con mayor precisión, no ha habido mucha mejora en los resultados a largo plazo. De manera similar, la guía basada en sensores proporciona información precisa para demostrar la tensión de los tejidos blandos para ayudar en la guía de inserción de prótesis de rodilla. Los reemplazos de rodilla asistidos por robot tienen en cuenta tanto el eje mecánico como el equilibrio de los tejidos blandos para ayudar al cirujano en la colocación de un reemplazo de rodilla. Los resultados a corto plazo de los reemplazos de rodilla asistidos por robot son prometedores.

### Control del dolor posoperatorio
Las técnicas de analgesia regional (anestesia neuroaxial o bloqueo continuo del nervio femoral o bloqueo del canal aductor) se utilizan con mayor frecuencia. La infiltración de anestesia local en la zona pericapsular con bupivacaína liposomal proporciona una buena analgesia en el postoperatorio sin aumentar el riesgo de inestabilidad o lesión nerviosa. Es común un enfoque combinado de analgesia de infiltración local y bloqueo del nervio femoral para lograr una analgesia multimodal.

### Abordaje intervasto modificado
Introducido en 2018, se puede utilizar un abordaje intervasto modificado de la parte anterior de la rodilla para la artroplastia total de rodilla. El procedimiento está destinado a preservar el tendón del cuádriceps y el vasto interno.

## Controversias

### Cementado o no cementado
Los componentes femoral, tibial y rotuliano de una artroplastia total de rodilla se fijan al hueso utilizando cemento o implantes de artroplastia total de rodilla no cementados. La fijación cementada se realiza en la gran mayoría de los reemplazos totales de rodilla realizados. Sin embargo, los ensayos a corto plazo sugieren que puede haber alivio del dolor. Existen preocupaciones con respecto al aflojamiento tibial después de la implantación, que prohíbe la adopción generalizada de reemplazos de rodilla no cementados en este momento.

### Denervación de la rótula
Existe un debate sobre la denervación de la rótula. Se cree que el dolor anterior de la rodilla está relacionado con la asociación de la rótula y el componente femoral. Algunos cirujanos creen que el uso de electrocauterio para desnervar la rótula reduce la posibilidad de dolor en la parte anterior de la rodilla en el posoperatorio.

### Rejuvenecimiento de la rótula
Muchos cirujanos en los Estados Unidos realizan el rejuvenecimiento de la rótula de forma rutinaria, mientras que muchos cirujanos en Asia y Europa no lo hacen. El rejuvenecimiento de la rótula se realiza quitando el cartílago de la superficie de la rodilla y reemplazándolo con polietileno. Los cirujanos que no reparan la rótula de forma rutinaria no creen que sea una contribución significativa al dolor cuando no hay evidencia de artritis en la articulación femororrotuliana. Algunos cirujanos creen que no es rentable volver a allanar la rótula de forma rutinaria y que el revestimiento rutinario de la rótula puede provocar un aumento de las complicaciones, como la fractura de la rótula. A otros cirujanos les preocupa que los pacientes con una rótula no reparada puedan tener un aumento del dolor posoperatorio. Un metanálisis que evaluó los resultados después de la renovación de la superficie de la rótula encontró que la renovación de rutina alivia de manera más confiable el dolor del paciente.

### Componente de polietileno tibia
El polietileno es el componente plástico que se inserta entre los componentes femoral y tibial. Hay varios diseños de polietileno diferentes que se han publicado en los últimos años, que incluyen estabilizado posterior (EP), retención cruzada (RC), retención bicruciada (RBC) y congruente medial (MC) y cojinete móvil.

### Retención o sacrificio de ligamentos
El ligamento cruzado posterior (LCP) es importante para la estabilidad de la rodilla al prevenir la subluxación posterior de la tibia, reducir el esfuerzo cortante, aumentar la flexión y el brazo de palanca del mecanismo extensor al inducir el retroceso femoral tras la flexión y, por lo tanto, minimizar la abrasión del polietileno mediante la reducción. tensión aplicada a la superficie articular. El implante de EP utiliza un poste que está integrado en el implante para adaptarse a la pérdida de LCP. Los defensores de la retención del LCP advierten que es difícil equilibrar una rodilla RC y que las cargas fisiológicas no naturales pueden aumentar el desgaste del polietileno. Múltiples estudios han demostrado diferencias mínimas o nulas entre los dos diseños.

#### Retención de ligamentos y polietileno congruente medial
Los defensores de los reemplazos de rodilla MC y RBC miran en direcciones opuestas, ya sea disminuyendo el movimiento o aumentando el movimiento de la rodilla total, respectivamente. Los reemplazos de rodilla MC intentan imitar un movimiento de rodilla más natural al disminuir el movimiento en la cara medial de la rodilla y permitir un mayor movimiento en la cara lateral de la articulación. Esto imita la rotación externa y la abducción de la tibia que se observa durante la deambulación normal. Varios estudios han demostrado mejores perfiles de la marcha, pero se necesitan estudios a largo plazo para demostrar mejores resultados. Por el contrario, la rodilla BCR retiene los ligamentos cruzados anterior y posterior para intentar imitar la tensión normal de los ligamentos de la rodilla. La preocupación por los problemas del aumento de las revisiones llevó a que algunos diseños fueran retirados del mercado.

### Rodamiento móvil
Un diseño de cojinete móvil permite el movimiento libre del polietileno dentro del componente tibial. Mientras tanto, otros diseños de componentes se fijan a la tibia y solo se articulan en la unión del fémur y el polietileno. No hay pruebas sólidas de que este enfoque mejore la función de la rodilla, la mortalidad, los eventos adversos o la cantidad de dolor en comparación con un enfoque de apoyo fijo para la artroplastia total de rodilla. Los diseños de cojinetes móviles son importantes para garantizar una reducción de las tasas de desgaste en la artroplastia de rodilla articulada.

### Mínimamente invasiva
Se han desarrollado procedimientos mínimamente invasivos en el reemplazo total de rodilla que no cortan el tendón del cuádriceps. Existen diferentes definiciones de cirugía de rodilla mínimamente invasiva, que pueden incluir una longitud de incisión más corta, retracción de la rótula sin eversión (rotación hacia afuera) e instrumentos especializados. Hay pocos ensayos aleatorios, pero los estudios han encontrado menos dolor posoperatorio, estancias hospitalarias más cortas y una recuperación más corta. Sin embargo, ningún estudio ha mostrado beneficios a largo plazo.

### Reemplazo parcial de rodilla
La artroplastia unicompartimental (AUC), también llamada reemplazo parcial de rodilla, es una opción para algunas personas. La rodilla generalmente se divide en tres "compartimentos": medial, lateral y femororrotuliano. La mayoría de las personas con artritis lo suficientemente grave como para considerar el reemplazo de rodilla tienen un desgaste significativo en dos o más de los compartimentos anteriores y se tratan con reemplazo total de rodilla (ATR). Una minoría de personas con osteoartritis tienen desgaste principalmente en un compartimento, generalmente el medial, y pueden ser candidatos para una artroplastia unicompartimental de rodilla. Las ventajas de la AUC en comparación con la ATR incluyen una incisión más pequeña, una rehabilitación posoperatoria más sencilla, un mejor rango de movimiento posoperatorio, una estancia hospitalaria más corta, una menor pérdida de sangre, un menor riesgo de infección, rigidez y coágulos de sangre, pero una revisión más difícil si es necesario. Las personas con artritis infecciosa o inflamatoria (artritis reumatoide, lupus, psoriasis) o deformidad marcada no son candidatas para este procedimiento.
Muchos estudios demuestran tasas de revisión más altas asociadas con los reemplazos parciales de rodilla. Existe una variación significativa en las tasas de revisión según el diseño del implante y la técnica de implantación.

## Componentes y zonas

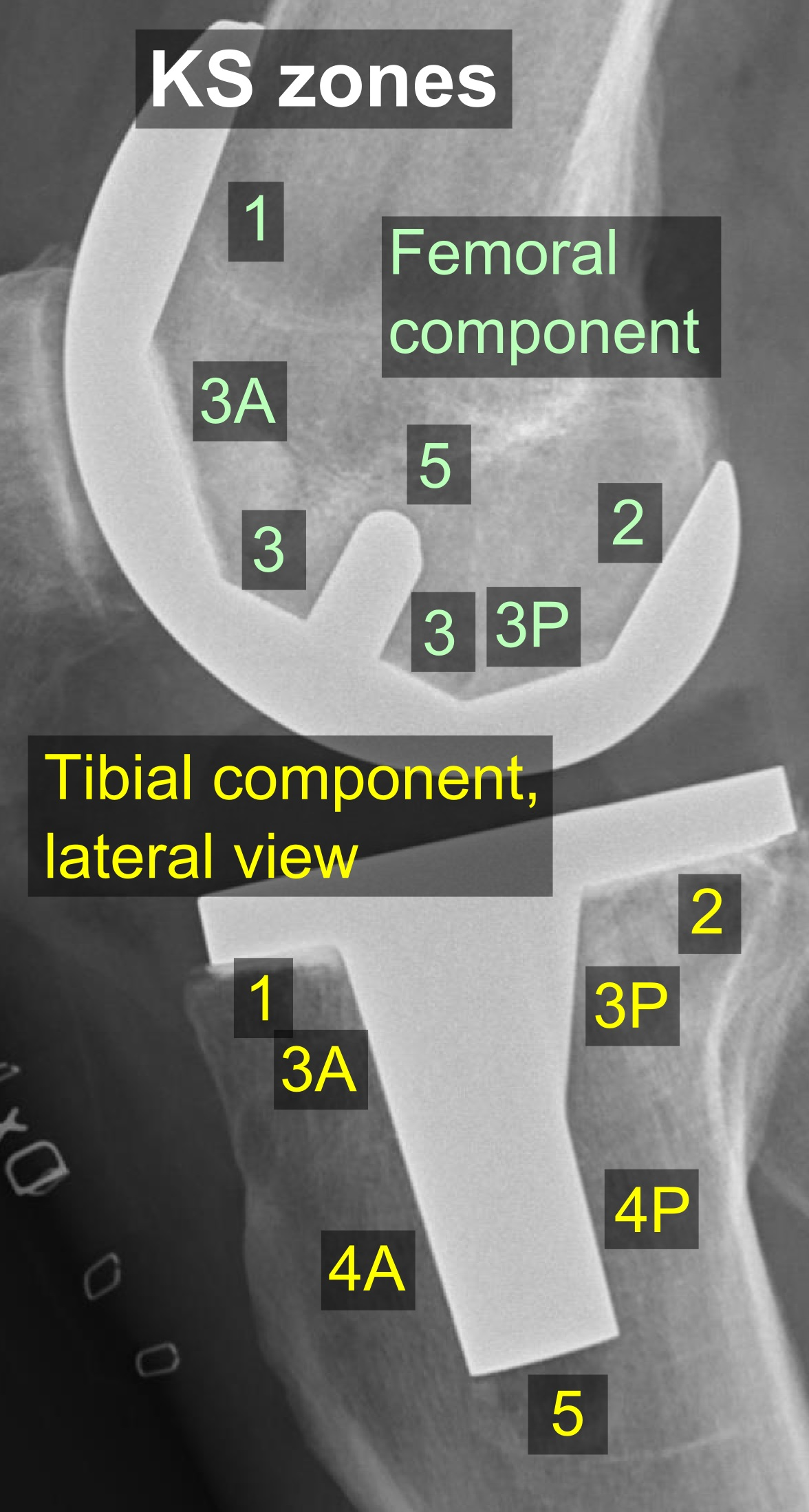
Zonas SR (Sociedad de la Rodilla), vista lateral.

Las zonas estandarizadas alrededor de los componentes se utilizan para especificar, por ejemplo, signos de aflojamiento en el seguimiento radiográfico. Existen varios sistemas de clasificación para especificar tales zonas, incluso por zonas SR (Sociedad de la Rodilla) publicadas en 2015.

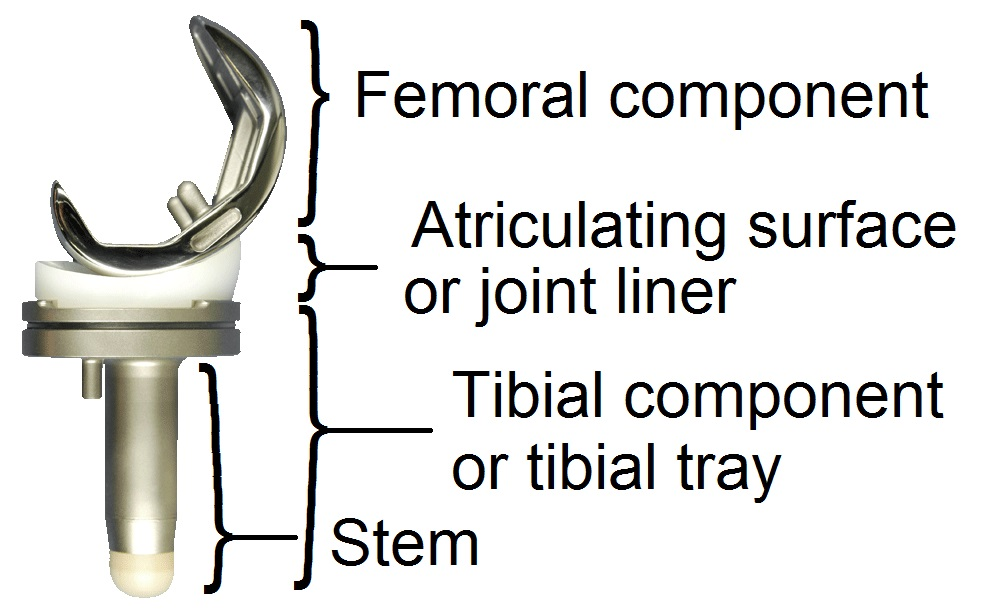
Componentes principales de una prótesis de rodilla.
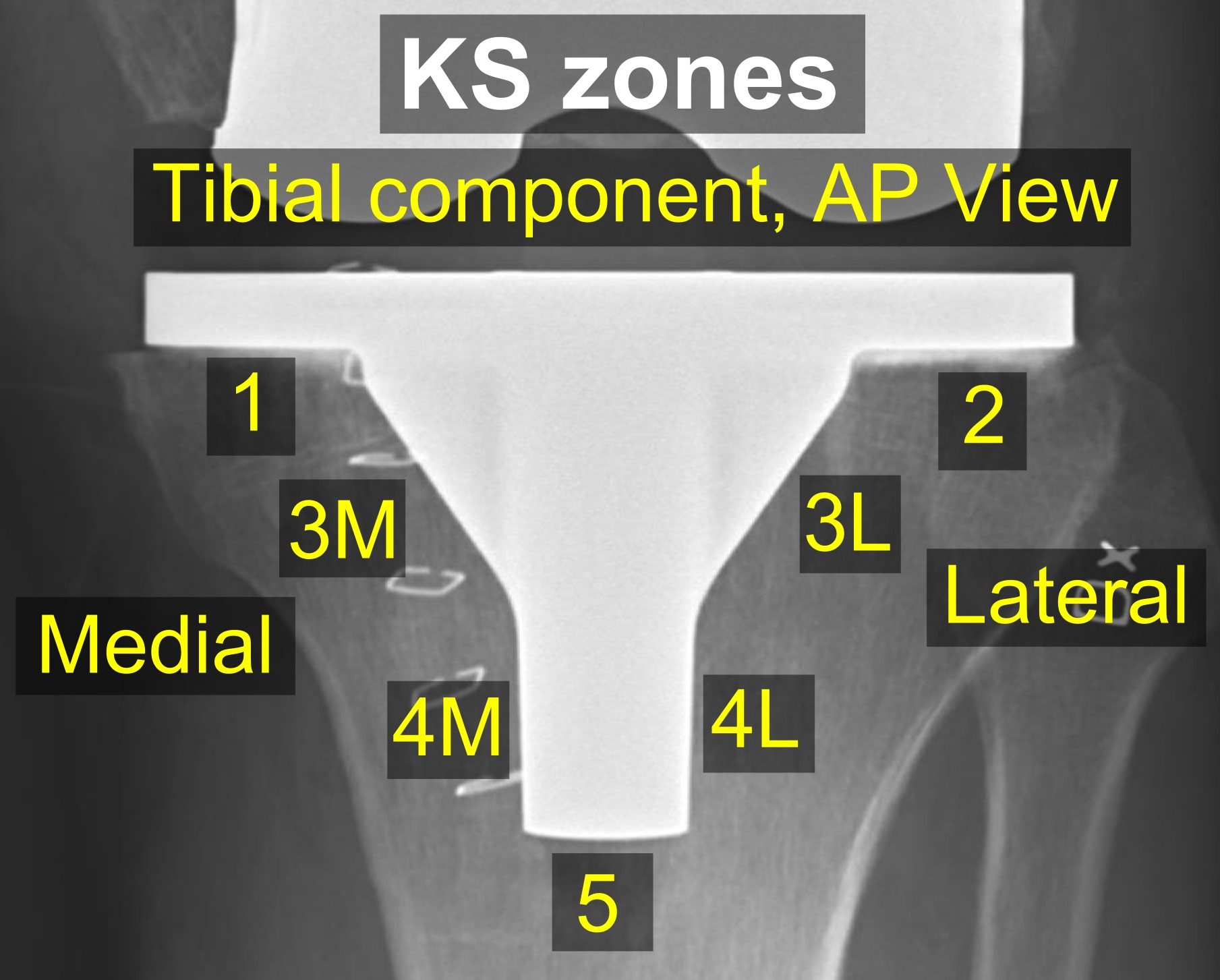
Zonas SR, vista anteroposterior (AP).

Las zonas específicas de SR son las siguientes, con * lo que significa que la zona se puede especificar como "A" (anterior), "P" (posterior), "M" (medial) o "L" (lateral):
- Componente femoral (vista lateral)

- Zona 1 y 2: Pestaña anterior y posterior, respectivamente.
- Zona 3: Caja central/región de fijación distal, donde "A" y "P" designan los respectivos chaflanes si son visibles*
- Zona 4: Extensión de tallo*
- Zona 5: Tallo

- Componente tibial:

- Zona 1: Vista anterior sobre lateral, medial sobre proyección anteroposterior (AP).
- Zona 2: Posterior en proyección lateral, lateral en proyección AP.
- Zona 3: Región de fijación central de quilla/vástago/clavija*
- Zona 4: Extensión de tallo*
- Zona 5: Aspecto inferior de la quilla o el tallo

## Riesgos
Los riesgos y complicaciones en el reemplazo de rodilla son similares a los asociados con todos los reemplazos de articulaciones. La complicación más grave es la infección de la articulación, que ocurre en <1% de los pacientes. Los factores de riesgo de infección están relacionados con factores quirúrgicos y del paciente. La trombosis venosa profunda ocurre hasta en 15% de los pacientes y es sintomática en 2 a 3%. Las lesiones nerviosas ocurren en 1 a 2% de los pacientes. El dolor o la rigidez persistentes se presentan en 8 a 23% de los pacientes. El fracaso de la prótesis ocurre en aproximadamente el 2% de los pacientes a los 5 años.
Existe un mayor riesgo de complicaciones para las personas obesas que se someten a un reemplazo total de rodilla. Se debe recomendar a las personas con obesidad mórbida que pierdan peso antes de la cirugía y, si son médicamente elegibles, probablemente se beneficiarían de la cirugía bariátrica.
La fractura o astillado de la plataforma de polietileno entre los componentes femoral y tibial puede ser motivo de preocupación. Estos fragmentos pueden alojarse en la rodilla y causar dolor o pueden desplazarse a otras partes del cuerpo. Los avances en el diseño de implantes han reducido en gran medida estos problemas, pero el potencial de preocupación sigue presente durante la vida útil del reemplazo de rodilla.

### Trombosis venosa profunda
Según la Academia Estadounidense de Cirujanos Ortopédicos (AAOS), la trombosis venosa profunda en la pierna es "la complicación más común de la cirugía de reemplazo de rodilla... la prevención... puede incluir la elevación periódica de las piernas del paciente, ejercicios de la parte inferior de la pierna para aumentar la circulación, medias de apoyo y medicamentos para diluir la sangre". Algunos medicamentos que se usan para diluir la sangre para prevenir eventos trombóticos incluyen anticoagulantes orales directos (es decir, rivaroxaban, dabigatrán y apixaban), heparinas de bajo peso molecular (es decir, dalteparina, enoxaparina) y el agente antiplaquetario aspirina. Aunque se sugiere que la aspirina no es inferior al rivaroxabán, no está claro si la aspirina es apropiada para todos los pacientes. Este es específicamente el caso de aquellas personas que tienen factores de riesgo adicionales de tromboembolias venosas y aquellas personas que tienen riesgo de resistencia a la aspirina.

### Fracturas
Las fracturas periprotésicas son cada vez más frecuentes con el envejecimiento de la población de pacientes y pueden ocurrir intraoperatoriamente o posoperatoriamente. Dependiendo de la ubicación de la fractura y la estabilidad de la prótesis, estas pueden ser tratadas quirúrgicamente con reducción abierta y fijación interna o revisión de la prótesis.

### Pérdida de movimiento
En ocasiones, es posible que la rodilla no recupere su rango de movimiento normal (0 a 135 grados por lo general) después del reemplazo total de rodilla. Mucho de esto depende de la función preoperatoria. La mayoría de los pacientes pueden alcanzar de 0 a 110 grados, pero puede producirse rigidez de la articulación. En algunas situaciones, se utiliza la manipulación de la rodilla bajo anestesia para reducir la rigidez posoperatoria. También hay muchos implantes de fabricantes que están diseñados para rodillas de "alta flexión", lo que ofrece una mayor amplitud de movimiento.

### Inestabilidad
En algunos pacientes, la rótula se disloca hacia el lado externo de la rodilla después de la cirugía. Esto es doloroso y, por lo general, debe tratarse mediante cirugía para realinear la rótula. Sin embargo, esto es bastante raro.

### Aflojamiento
El aflojamiento de la prótesis puede estar indicado en la radiografía por espacios radiotransparentes delgados alrededor del implante, o más obviamente por el desplazamiento del implante.

### Infección
La clasificación actual de AAOS divide las infecciones protésicas en cuatro tipos.
- Tipo 1 (cultivo intraoperatorio positivo): dos cultivos intraoperatorios positivos
- Tipo 2 (infección posoperatoria temprana): Infección que ocurre dentro del primer mes después de la cirugía
- Tipo 3 (infección hematógena aguda): siembra hematógena del sitio de una prótesis que funcionaba bien previamente
- Tipo 4 (infección crónica tardía): curso clínico indolente crónico; infección presente durante más de un mes

Si bien es relativamente rara, la infección periprotésica sigue siendo una de las complicaciones más desafiantes de la artroplastia articular. Una historia clínica y un examen físico detallados siguen siendo la herramienta más confiable para reconocer una posible infección periprotésica. En algunos casos, pueden estar presentes los signos clásicos de fiebre, escalofríos, dolor en las articulaciones y drenaje de los senos nasales, y los estudios de diagnóstico simplemente se realizan para confirmar el diagnóstico. Sin embargo, en realidad, la mayoría de los pacientes no presentan esos signos clínicos y, de hecho, la presentación clínica puede superponerse con otras complicaciones como el aflojamiento aséptico y el dolor. En esos casos, las pruebas de diagnóstico pueden ser útiles para confirmar o excluir la infección.

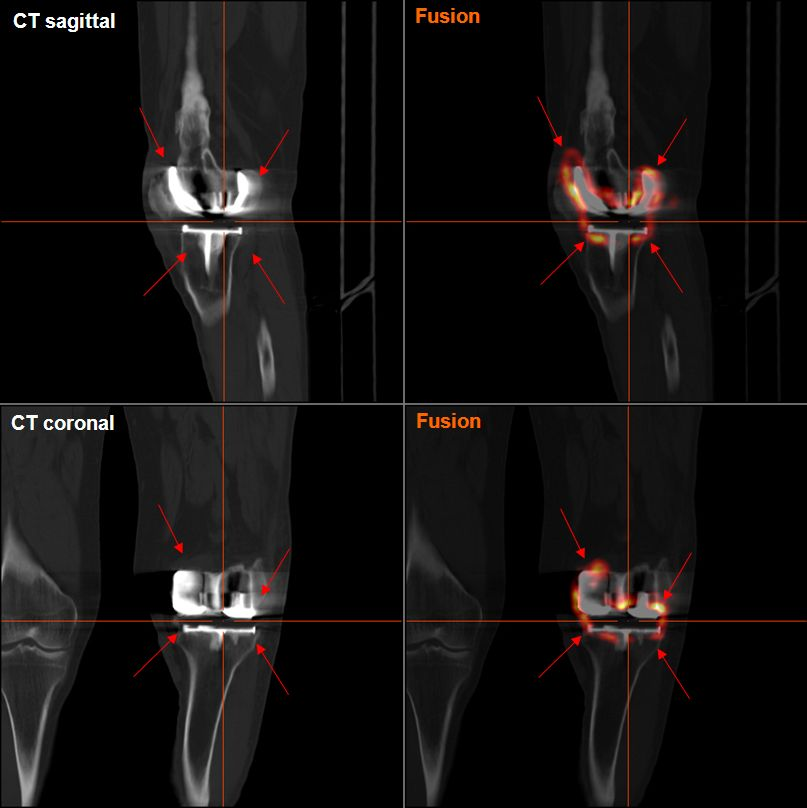
FDG-PET CT que muestra aflojamiento séptico de la prótesis de rodilla; el enriquecimiento con FDG muestra focos inflamatorios entensivos: demostrativo: la imagen de PET es diferente a la reconstrucción de CT y no se ve afectada por la alta atenuación de radiación de la prótesis.

El diagnóstico moderno de infección alrededor de una artroplastia total de rodilla se basa en los criterios de la Sociedad de Infección Musculoesquelética (SIM). Ellos son:
1. Hay un tracto sinusal que se comunica con la prótesis; o
2. Se aísla un patógeno mediante cultivo de al menos dos muestras de tejido o líquido separadas obtenidas de la articulación protésica afectada; o
Existen cuatro de los siguientes seis criterios:
1.Velocidad de sedimentación globular sérica elevada (VSG>30 mm/h) y concentración sérica de proteína C reactiva (PCR>10 mg/L),
2.Recuento elevado de leucocitos sinoviales,
3.Porcentaje elevado de neutrófilos sinoviales (PMN%),
4.Presencia de purulencia en la articulación afectada,
5.Aislamiento de un microorganismo en un cultivo de tejido o líquido periprotésico, o
6. Más de cinco neutrófilos por campo de alta potencia en cinco campos de alta potencia observados a partir del análisis histológico del tejido periprotésico a 400 aumentos.
Ninguna de las pruebas de laboratorio anteriores tiene una sensibilidad o especificidad del 100% para diagnosticar una infección. La especificidad mejora cuando las pruebas se realizan en pacientes en los que existe sospecha clínica. La VSG y la PCR siguen siendo buenas pruebas de primera línea para el cribado (alta sensibilidad, baja especificidad). La aspiración de la articulación sigue siendo la prueba con mayor especificidad para confirmar la infección.
La elección del tratamiento depende del tipo de infección protésica.
1. Cultivos intraoperatorios positivos: tratamiento antibiótico solo
2. Infecciones postoperatorias precoces: desbridamiento, antibióticos y retención de prótesis.
3. Infecciones hematógenas agudas: desbridamiento, antibioterapia, retención de prótesis.
4. Crónica tardía: artroplastia de recambio tardío. El desbridamiento quirúrgico y los antibióticos parenterales solos en este grupo tienen un éxito limitado y el tratamiento estándar incluye la artroplastia de recambio.[52]

Las dosis adecuadas de antibióticos se pueden encontrar en la siguiente conferencia del curso instructivo de AAOS

## Evaluación postoperatoria

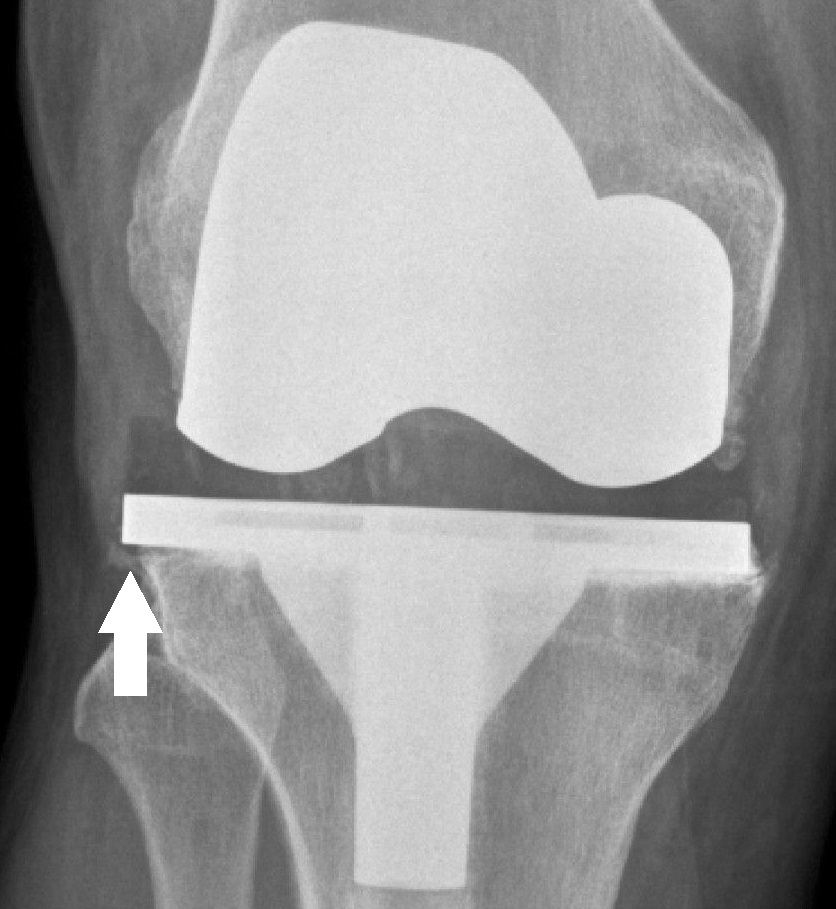
El voladizo (flecha) no parece tener ningún efecto perjudicial.

El reemplazo de rodilla se evalúa de forma rutinaria mediante rayos X, incluidas las siguientes medidas:

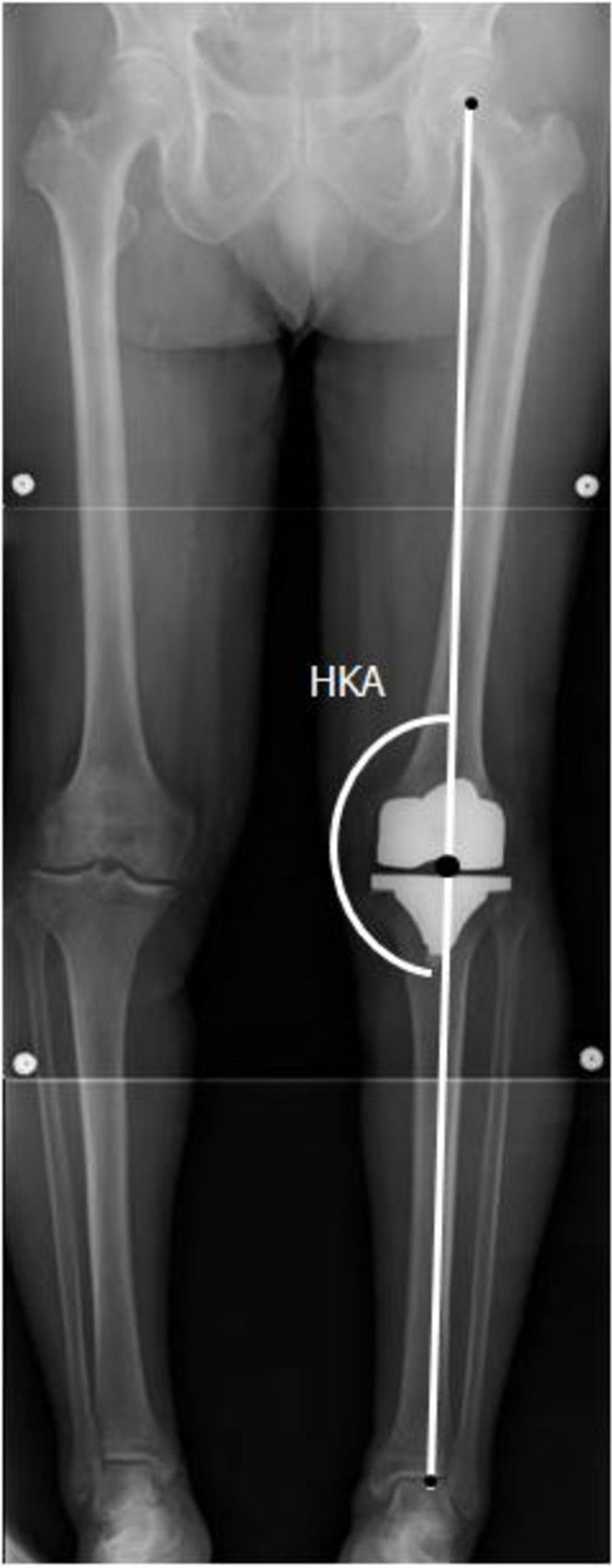
CRT: Ángulo cadera-rodilla-tobillo, que idealmente está entre 3° en varum y 3° en valgum desde un ángulo recto.
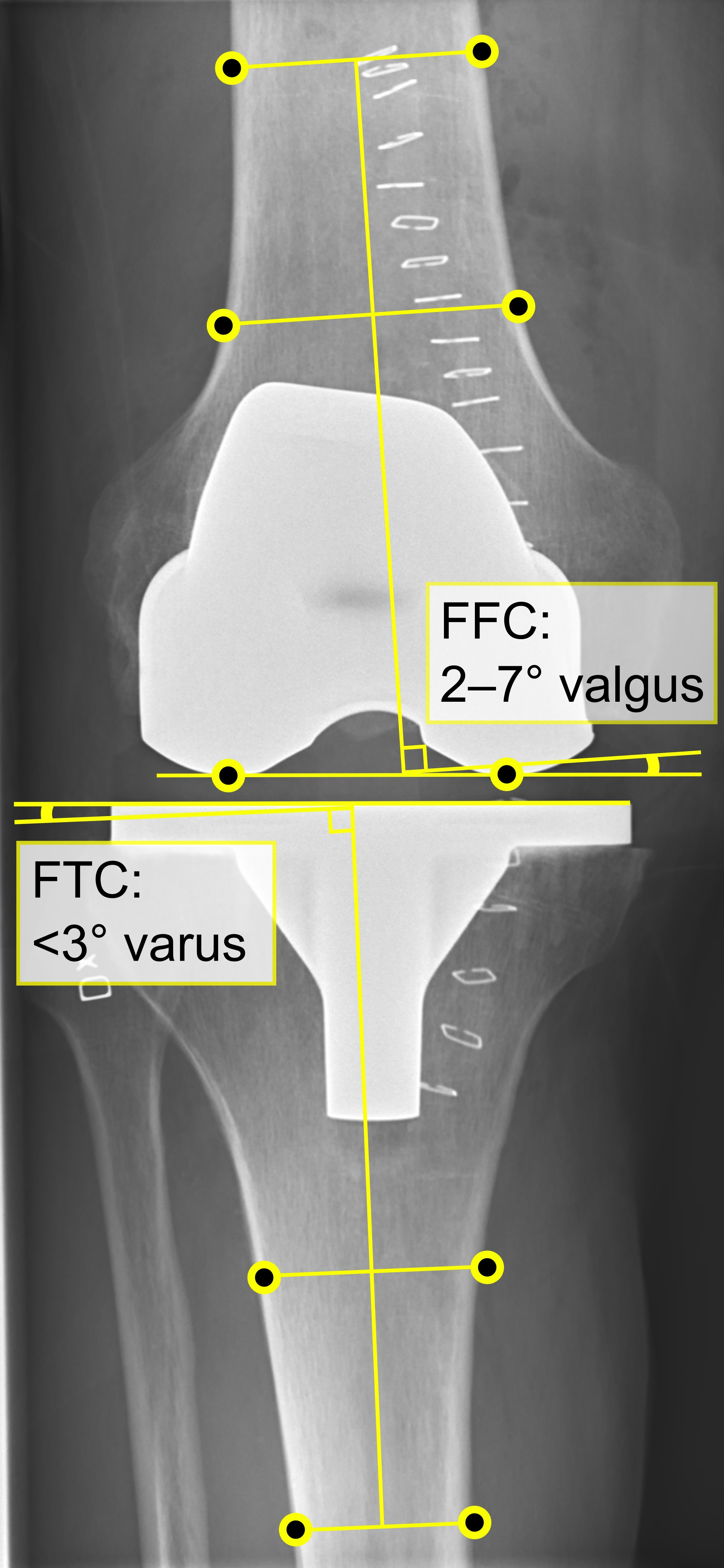
- CFF: ángulo del componente femoral frontal. Por lo general, se considera óptimo cuando se encuentra entre 2 y 7° en valgo.
- CTF: ángulo del componente tibial frontal, que se considera óptimo cuando se encuentra en ángulo recto. En general, se ha encontrado que una posición en varo de más de 3 ° aumenta la tasa de falla de la prótesis.[55]
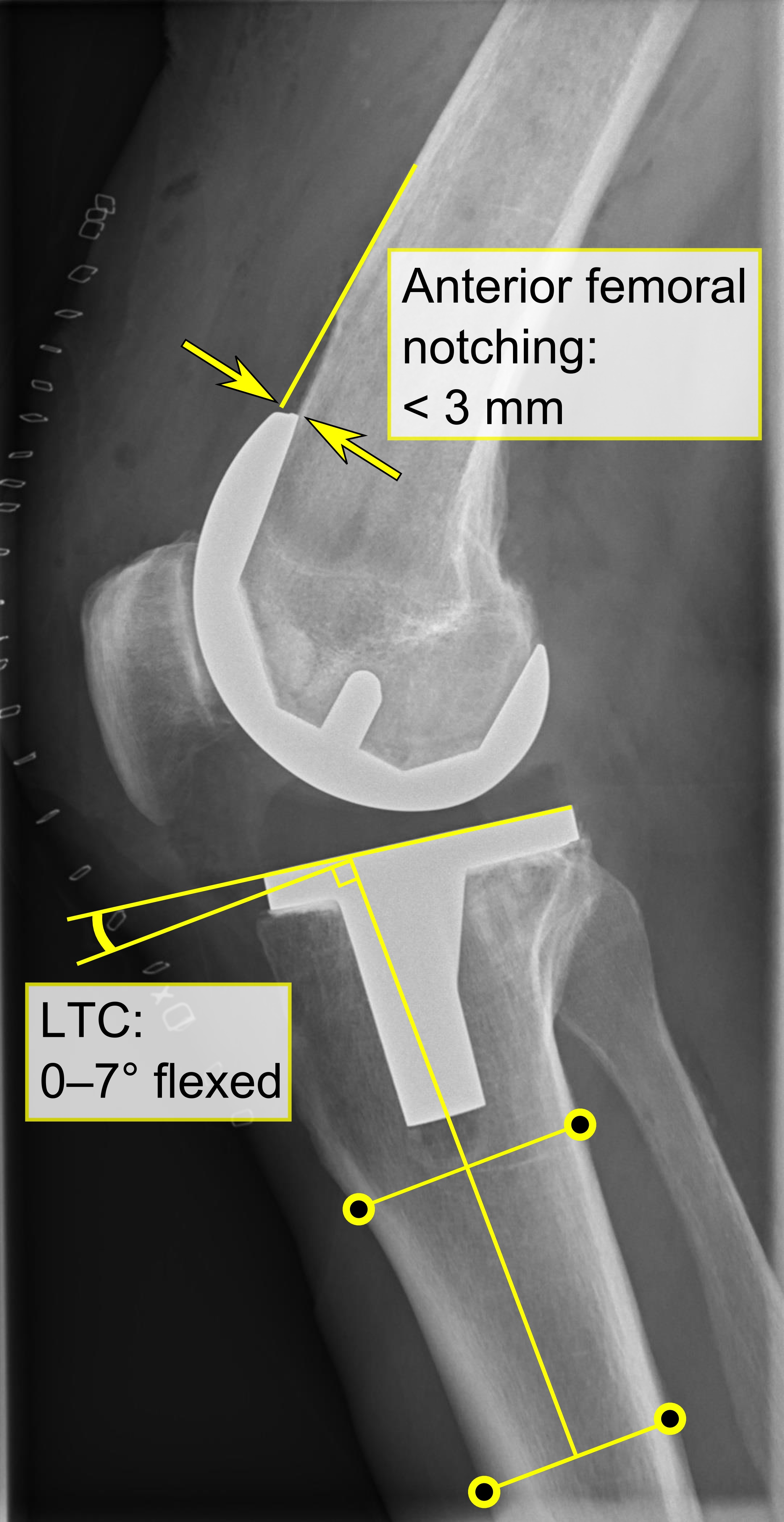
- La entalladura femoral anterior (el componente femoral que causa una reducción del grosor del fémur distal en la parte anterior) parece aumentar el riesgo de fracturas cuando excede aproximadamente 3 mm.
- CTL: ángulo del componente tibial lateral (o sagital), que está idealmente posicionado de modo que la tibia esté flexionada de 0 a 7° en comparación con un ángulo recto con la placa tibial.[55]

## Rehabilitación postoperatoria
La duración de la hospitalización posoperatoria es de 5 días en promedio, según el estado de salud del paciente y la cantidad de apoyo disponible fuera del entorno hospitalario. Se requiere soporte de peso protegido con muletas o un andador hasta que lo especifique el cirujano debido a la debilidad en el músculo cuádriceps en el período posoperatorio inmediato, hasta el 39% de los pacientes con reemplazo de rodilla experimentan un control inadecuado del dolor.
Para aumentar la probabilidad de un buen resultado después de la cirugía, se necesitan varias semanas de fisioterapia. En estas semanas, el terapeuta ayudará al paciente a volver a sus actividades normales, así como a prevenir coágulos de sangre, mejorar la circulación, aumentar el rango de movimiento y, finalmente, fortalecer los músculos circundantes mediante ejercicios específicos. No está claro si técnicas como la estimulación eléctrica neuromuscular son eficaces para promover ganancias en la fuerza de los músculos de la rodilla después de la cirugía. A menudo, el rango de movimiento (hasta los límites de la prótesis) se recupera durante las dos primeras semanas (cuanto antes, mejor). Con el tiempo, los pacientes pueden aumentar la cantidad de carga de peso en la pierna operada y, finalmente, pueden tolerar la carga total de peso con la guía del fisioterapeuta. Después de unos diez meses, el paciente debería poder volver a sus actividades diarias normales, aunque la pierna operada puede estar significativamente más débil que la pierna no operada.
Para los pacientes posoperatorios de reemplazo de rodilla, la inmovilidad es un factor precipitado por el dolor y otras complicaciones. La movilidad se conoce como un aspecto importante de la biología humana que tiene muchos efectos beneficiosos sobre el sistema del cuerpo. Está bien documentado en la literatura que la inmovilidad física afecta a todos los sistemas del cuerpo y contribuye a las complicaciones funcionales de una enfermedad prolongada. En la mayoría de las unidades hospitalarias médico-quirúrgicas que realizan artroplastias de rodilla, la deambulación es un aspecto clave del cuidado de enfermería que se promueve a los pacientes. La deambulación temprana puede disminuir el riesgo de complicaciones asociadas con la inmovilización, como úlceras por presión, trombosis venosa profunda (TVP), función pulmonar alterada y pérdida de movilidad funcional. La promoción y ejecución de la deambulación temprana por parte de las enfermeras en los pacientes ha descubierto que reduce en gran medida las complicaciones enumeradas anteriormente, así como también disminuye la duración de la estadía y los costos asociados con una mayor hospitalización. Las enfermeras también pueden trabajar con equipos como fisioterapia y terapia ocupacional para lograr los objetivos de deambulación y reducir las complicaciones.
El movimiento pasivo continuo (MPC) es un enfoque de terapia posoperatoria que utiliza una máquina para mover la rodilla continuamente a través de un rango de movimiento específico, con el objetivo de prevenir la rigidez de las articulaciones y mejorar la recuperación. No hay evidencia de que la terapia MPC conduzca a una mejoría clínicamente significativa en la amplitud de movimiento, el dolor, la función de la rodilla o la calidad de vida. El MPC es económico, conveniente y ayuda a los pacientes en el cumplimiento terapéutico. Sin embargo, el MPC debe usarse junto con la fisioterapia tradicional. En casos inusuales en los que la persona tiene un problema que impide el tratamiento de movilización estándar, la MPC puede ser útil.
La terapia con cabestrillo es una modalidad terapéutica que se utiliza en el posoperatorio para disminuir la rigidez y mejorar el rango de movimiento después del procedimiento.En la terapia con cabestrillo, la pierna del paciente se coloca en un vendaje tubular estándar que se suspende de una abrazadera cruzada fija a la cama mientras está acostado . A diferencia del CPM, el uso de la terapia de canto permite al paciente realizar una flexión y extensión activa de la rodilla con la pierna suspendida, lo que minimiza la resistencia a la gravedad. Al movilizar activamente la articulación utilizando su propia fuerza muscular en lugar de fuerzas externas, como en los estudios de CPM, se muestran beneficios clínicamente relevantes. El uso de esta modalidad es conveniente y fácil de configurar en un entorno hospitalario, además de ser menos costoso que la máquina MPC. Este tratamiento debe incorporarse con la fisioterapia tradicional en el posoperatorio agudo.
La crioterapia, también conocida como "terapia de frío", a veces se recomienda después de la cirugía para aliviar el dolor y limitar la hinchazón de la rodilla. La crioterapia implica la aplicación de bolsas de hielo o agua fría en la piel de la articulación de la rodilla. Sin embargo, la evidencia de que la crioterapia reduce el dolor y la hinchazón es muy débil y se ha demostrado que los beneficios después de la cirugía de reemplazo total de rodilla son muy pequeños.
Algunos médicos y pacientes pueden considerar someterse a una ecografía para la trombosis venosa profunda después de un reemplazo de rodilla. Sin embargo, este tipo de cribado debe realizarse solo cuando esté indicado, ya que realizarlo de forma rutinaria sería una atención sanitaria innecesaria. Si existe una afección médica que podría causar una trombosis venosa profunda, un médico puede optar por tratar a los pacientes con crioterapia y compresión neumática intermitente como medida preventiva.
No se ha encontrado que la gabapentina ni la pregabalina sean útiles para el dolor después de una artroplastia de rodilla. Una revisión Cochrane concluyó que los programas tempranos de rehabilitación multidisciplinaria pueden producir mejores resultados en el índice de actividad y participación.

## Frecuencia
Con 718 000 hospitalizaciones, la artroplastia de rodilla representó el 4.6% de todos los procedimientos de quirófano de Estados Unidos en 2011, lo que la convierte en uno de los procedimientos más comunes que se realizan durante las estadías en el hospital. El número de procedimientos de artroplastia de rodilla realizados en hospitales de Estados Unidos aumentó un 93% entre 2001 y 2011. Un estudio de hospitales comunitarios de Estados Unidos mostró que en 2012, entre las hospitalizaciones que involucraron un procedimiento quirúrgico, la artroplastia de rodilla fue el procedimiento quirúrgico realizado con mayor frecuencia durante las estadías hospitalarias pagadas por Medicare (10.8 por ciento de las estadías) y por seguros privados (9.1 por ciento). La artroplastia de rodilla no se encontraba entre los cinco procedimientos quirúrgicos más frecuentes para estadías pagadas por Medicaid o para estadías sin seguro.
Para 2030, se prevé que la demanda de artroplastia total de rodilla primaria aumente a 3.48 millones de cirugías realizadas anualmente en los Estados Unidos.

## Riesgo de caída después de una Artroplastia Total de Rodilla (ATR)
Dado que la osteoartritis (OA) es la razón número uno para la cirugía ATR, es importante comprender que los déficits de equilibrio afectan significativamente la calidad de la vida diaria de los pacientes con OA de rodilla y también están relacionados con un mayor riesgo de caídas y mala movilidad. Anualmente en los Estados Unidos, el 40% de todos los pacientes con OA informan antecedentes de caídas. Se ha demostrado que la cirugía de ATR disminuye el riesgo de caídas y el miedo a caer en personas con caída preoperatoria con OA a personas con caída no operatoria en un 54% después de la ATR.